# Карданов Мурат Наусбійович
Мурат Наусбійович Карданов (рос. Мурат Наусбиевич Карданов; нар. 4 січня 1971, село Зарагиж, Кабардино-Балкарська АРСР, РРФСР) — російський борець греко-римського стилю, бронзовий призер чемпіонату світу, переможець та дворазовий бронзовий призер чемпіонатів Європи, дворазовий володар Кубків світу, чемпіон Олімпійських ігор.

## Біографія
Народився в кабардино-балкарському селі Зарагиж. У віці 10 років переїхав з батьками до Нальчика, де з 1982 року почав займатися боротьбою. Перший тренер — Володимир Єрмолайович Лобжанідзе, що виховав багатьох відомих спортсменів. Після закінчення дев'ятого класу переїхав до Ростова-на-Дону, продовжувати навчання в місцевому школі-інтернаті. Після дворічного навчання поступив у Краснодарський інститут фізкультури, де почав тренуватися під керівництвом Ігоря Івановича Іванова. Став переможцем двох останніх чемпіонатів СРСР серед юніорів — 1990 і 1991 років. У 1991 році виступив за радянську збірну на юніорському чемпіонаті світу, де став чемпіоном. У 1992 здобув бронзову нагороду на чемпіонаті СНД серед дорослих. Виступав за спортивні клуби СКА Ставрополь і «Нарт» Краснодар. Чемпіон Росії 1992, 1993, 1998 та 2000 років.
Закінчив Краснодарський державний інститут фізкультури, (викладач фізичної культури, тренер); Кубанський державний університет (юриспруденція), Російську академію державної служби при Президентові Російської Федерації (правове забезпечення державної служби). Кандидат педагогічних наук.
З 1990 по 1992 рік — тренер-викладач дитячо-юнацької спортивної школи з класичної та вільної боротьби Краснодарської крайової ради ВД ФСТ профспілок.
У 1992—1997 роки — спортсмен-інструктор збірної команди СРСР, Росії з греко-римської боротьби департаменту з фізичної культури і спорту адміністрації Краснодарського краю.
У 1998—1999 роки — спортсмен-інструктор збірної команди Росії. 2000—2001 роки — спортсмен-інструктор збірної команди Росії державної установи «Центр спортивної підготовки Міністерства спорту Росії».
З 2002 по 2005 рік — голова Державного комітету Кабардино-Балкарської Республіки з фізичної культури і спорту.
З 2005 по 2008 рік — міністр Кабардино-Балкарської Республіки у справах молоді та спорту, голова Держкомітету Кабардино-Балкарської Республіки з фізичної культури і спорту.
З 2008 по січень 2014 року — радник Президента Кабардино-Балкарської Республіки.
З квітня по вересень 2014 року — тренер-викладач з греко-римської боротьби ГКОУ додаткової освіти дітей «СДЮСШОР з греко-римської боротьби», м. Нальчик.
Депутат Парламенту Кабардино-Балкарської Республіки п'ятого скликання від Кабардино-Балкарського регіонального відділення Всеросійської політичної партії «Єдина Росія».
Член бюро Федерації спортивної боротьби Росії. Член Ради при Президентові Російської Федерації з фізичної культури і спорту.

## Державні нагороди
- Заслужений майстер спорту Росії (2000)
- Орден «За заслуги перед Вітчизною» IV ступеня (2000)
- Медаль «За видатний внесок у розвиток Кубані» I ступеня (2000)
- Орден Пошани (2001)
- Заслужений працівник фізичної культури і спорту Кабардино-Балкарської Республіки

## Спортивні результати на міжнародних змаганнях

### Виступи на Олімпіадах
| Змагання                                   | Збірна | Вагова категорія                 | Місце  |
| ------------------------------------------ | ------ | -------------------------------- | ------ |
| Боротьба на літніх Олімпійських іграх 2000 | Росія  | греко-римська боротьба, до 76 кг | Золото |

### Виступи на Чемпіонатах світу
| Змагання                        | Збірна | Вагова категорія                 | Місце  |
| ------------------------------- | ------ | -------------------------------- | ------ |
| Чемпіонат світу з боротьби 1993 | Росія  | греко-римська боротьба, до 82 кг | Бронза |
| Чемпіонат світу з боротьби 1997 | Росія  | греко-римська боротьба, до 76 кг | 14     |
| Чемпіонат світу з боротьби 1998 | Росія  | греко-римська боротьба, до 76 кг | 4      |
| Чемпіонат світу з боротьби 1999 | Росія  | греко-римська боротьба, до 76 кг | 6      |

### Виступи на Чемпіонатах Європи
| Змагання                         | Збірна | Вагова категорія                 | Місце  |
| -------------------------------- | ------ | -------------------------------- | ------ |
| Чемпіонат Європи з боротьби 1993 | Росія  | греко-римська боротьба, до 82 кг | Бронза |
| Чемпіонат Європи з боротьби 1998 | Росія  | греко-римська боротьба, до 76 кг | Золото |
| Чемпіонат Європи з боротьби 2000 | Росія  | греко-римська боротьба, до 76 кг | Бронза |

### Виступи на Кубках світу
| Змагання                    | Збірна | Вагова категорія                 | Місце  |
| --------------------------- | ------ | -------------------------------- | ------ |
| Кубок світу з боротьби 1992 | Росія  | греко-римська боротьба, до 82 кг | Золото |
| Кубок світу з боротьби 1995 | Росія  | греко-римська боротьба, до 82 кг | Золото |

### Виступи на інших змаганнях
| Змагання                                | Збірна | Вагова категорія                 | Місце  |
| --------------------------------------- | ------ | -------------------------------- | ------ |
| Гран-прі Німеччини з боротьби 1993      | Росія  | греко-римська боротьба, до 82 кг | Золото |
| Всесвітні ігри військовослужбовців 1995 | Росія  | греко-римська боротьба, до 82 кг | Золото |
| Всесвітні ігри військовослужбовців 1999 | Росія  | греко-римська боротьба, до 85 кг | 4      |

### Виступи на змаганнях молодших вікових груп
| Змагання                                     | Збірна | Вагова категорія                 | Місце  |
| -------------------------------------------- | ------ | -------------------------------- | ------ |
| Чемпіонат світу з боротьби серед молоді 1991 | СРСР   | греко-римська боротьба, до 82 кг | Золото |